# 12-Stunden-Rennen von Sebring 1993

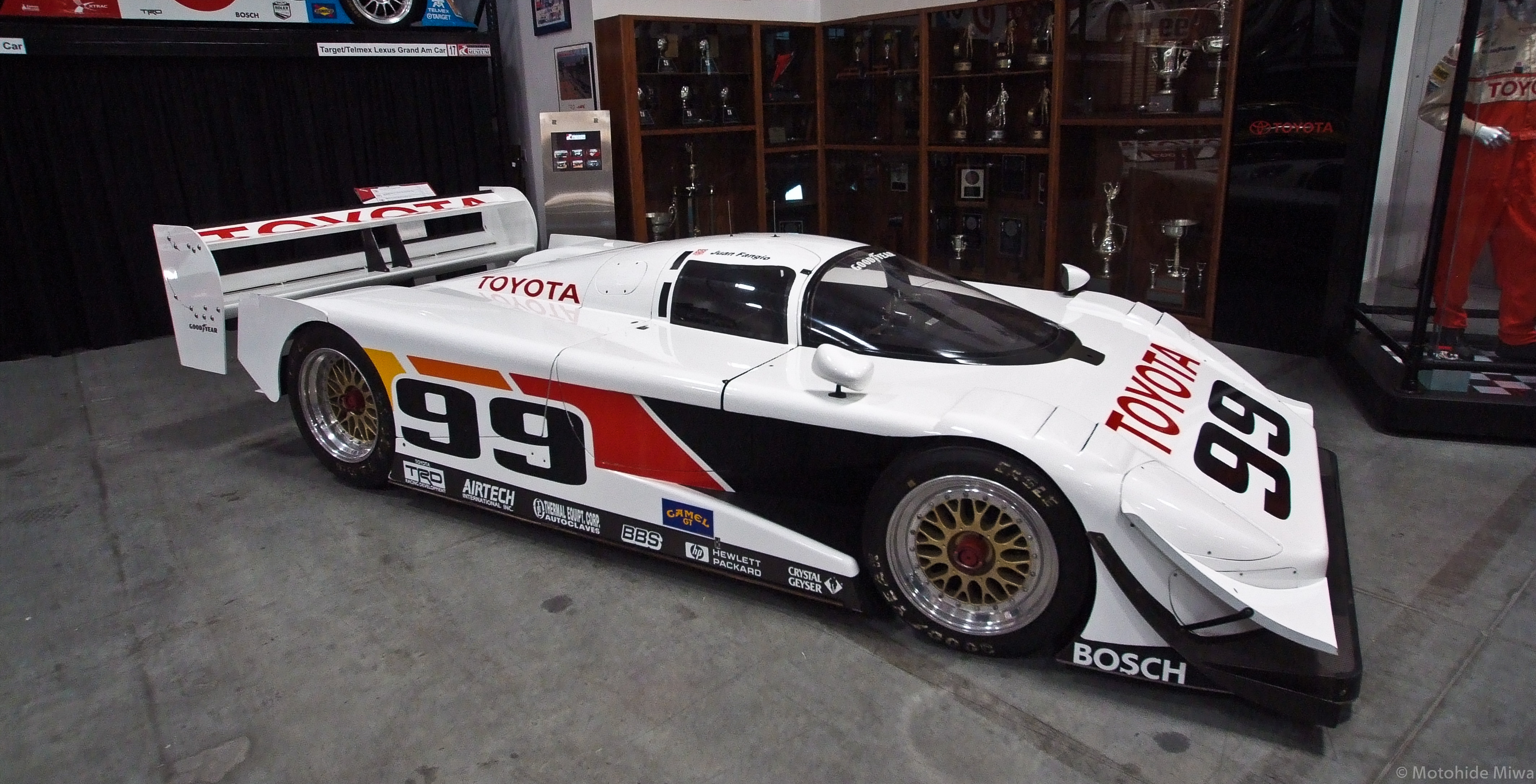
Gewinnt das Rennen zum zweiten Mal in Folge. Der Eagle MkIII mit der Startnummer 99; erneut gefahren von Juan Manuel Fangio II und Andy Wallace

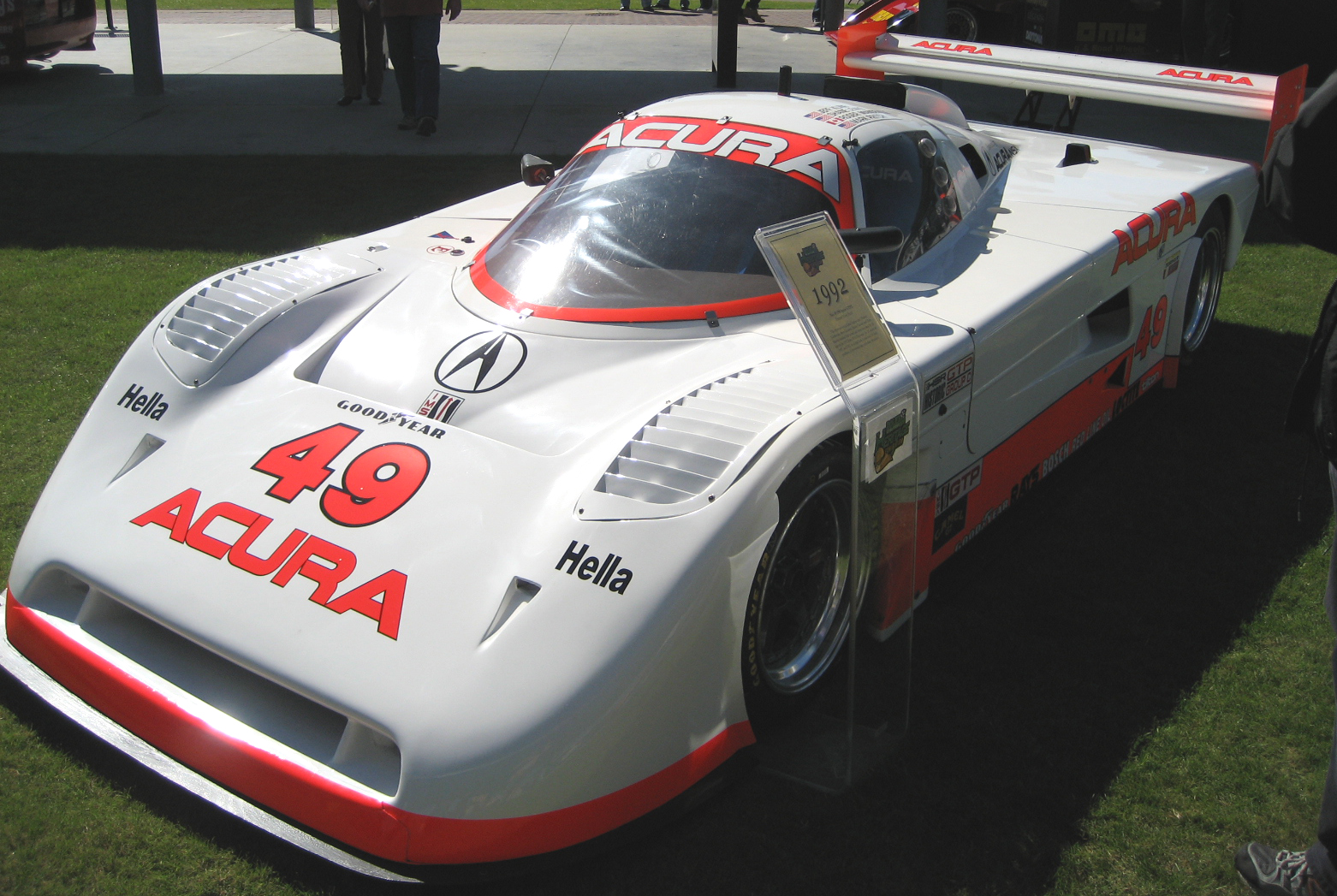
Der Spice SE91P, den Parker Johnstone, Dan Marvin und Ruggero Melgrati an die fünfte Stelle der Gesamtwertung und zum Sieg in der Lights-Klasse pilotierten

Das 41. 12-Stunden-Rennen von Sebring, auch Camel 12 Hours of Sebring, Sebring International Raceway, fand am 20. März 1993 auf dem Sebring International Raceway statt und war der vierte Wertungslauf der IMSA-GTP-Serie dieses Jahres.

## Vor dem Rennen
Das erste Rennen der IMSA-GTP-Saison, das 24-Stunden-Rennen von Daytona, gewannen P. J. Jones, Rocky Moran und Mark Dismore auf einem von Dan Gurney gemeldeten Eagle MkIII. Während auch das folgende Rennen, das 1,45-Stunden-Rennen von Miami von einem Eagle mit Juan Manuel Fangio II am Steuer gewonnen wurde, triumphierte beim dritten Saisonlauf, dem GT-Rennen in Miami, Paul Gentilozzi auf einem Oldsmobile Cutlass.

## Das Rennen
Eine der Besonderheiten der IMSA-GTP-Rennen war, durch das damalige Reglement gedeckt, dass ein Fahrer auch für zwei unterschiedliche Teams gemeldet sein durfte und folglich für diese auch an den Start gehen konnte. 1993 war der deutsche Rennfahrer Ronny Meixner sowohl für Morrison Motorsports als auch für Cigarette Racing gemeldet. Für Morrison fuhr er mit seinen Teamkollegen eine Chevrolet Corvette ZR-1 an die 15. Stelle der Gesamtwertung, und für Cigarette wurde er mit einem Porsche 911 Carrera 2 Gesamtsiebzehnter.
Die Kostensteigerungen, die durch den Einstieg der japanischen Hersteller Nissan und Toyota in die Serie noch beschleunigt wurden, machten sich 1993 weiter bemerkbar. Da immer weniger Teams in der Lage waren, die finanziellen Mittel für die Sprint- und Langstreckenrennen aufzubringen, sanken die Teilnehmerzahlen bei den gemeldeten Rennmannschaften weiter. Vor allem verlor das Rennen die immer gern gesehenen und engagierten Privatteams. Die großen Felder der späten 1980er-Jahre, als mehr als 70 Wagen ins Rennen gingen, waren endgültig Geschichte. Der einzige ernstzunehmende Gegner für die beiden von einem 4-Zylinder-Toyota-Turbomotor angetriebenen Eagle von Gurney war ein drei Jahre alter Nissan NPT-90, der von Giampiero Moretti eingesetzt wurde. Dem Joest-Porsche 962 C wurden keine Chancen auf den Gesamtsieg eingeräumt, ein normaler Rennverlauf vorausgesetzt.
Schon im Training waren die Eagle klar überlegen, und Fangio fuhr die beste Trainingszeit. Die 1:46,135 Minuten entsprachen einem Schnitt von 201,973 km/h. Während des Rennens gab es starke Regenfälle, und zum ersten Mal in der Geschichte musste es mit der Roten Flagge unterbrochen werden. Fast zwei Stunden lang mussten die Teams in der Boxen warten, ehe sich das Wetter so weit gebessert hatte, dass an eine Fortsetzung zu denken war. Ohne technische Probleme und mit deutlichem Vorsprung wiederholten Fangio und Andy Wallace ihren Sieg aus dem Vorjahr.

## Ergebnisse

### Schlussklassement
| 1               | GTP    | 99 | All American Racers             | Juan Manuel Fangio II Andy Wallace                                          | Eagle MkIII               | 230 |
| 2               | GTP    | 30 | Momo                            | Giampiero Moretti Derek Bell John Paul junior                               | Nissan NPT-90             | 228 |
| 3               | GTP    | 98 | All American Racers             | P. J. Jones Rocky Moran                                                     | Eagle MkIII               | 217 |
| 4               | GTS    | 1  | Cunningham Racing               | John Morton Johnny O’Connell Steve Millen                                   | Nissan 300ZX              | 217 |
| 5               | Lights | 49 | Comptech Racing                 | Parker Johnstone Dan Marvin Ruggero Melgrati                                | Spice SE91P               | 216 |
| 6               | GTS    | 11 | Roush Racing                    | Tommy Kendall John Fergus                                                   | Ford Mustang Cobra        | 216 |
| 7               | INV GT | 59 | Brumos Porsche                  | Walter Röhrl Hans-Joachim Stuck Hurley Haywood                              | Porsche 911 Turbo S LM    | 214 |
| 8               | GTS    | 31 | Rocketsports                    | Dorsey Schroeder Calvin Fish Paul Gentilozzi                                | Oldsmobile Cutlass        | 214 |
| 9               | Lights | 9  | Brix Racing                     | Bob Earl Bob Schader Jeremy Dale                                            | Spice AK93                | 213 |
| 10              | GTS    | 51 | Rocketsports                    | Scott Pruett Darin Brassfield                                               | Oldsmobile Cutlass        | 213 |
| 11              | GTP    | 19 | David Tennyson Racing Spice USA | David Tennyson François Migault Steve Fossett Hugh Fuller                   | Spice SE92P               | 210 |
| 12              | GTP    | 20 | Hotchkis Racing                 | Jim Adams Chris Cord                                                        | Porsche 962               | 205 |
| 13              | Lights | 63 | Downing Atlanta                 | Tim McAdam Howard Katz Jim Downing                                          | Kudzu DG-1                | 204 |
| 14              | INV GT | 94 | Morrison Motorsports            | John Heinricy Stu Hayner Andy Pilgrim                                       | Chevrolet Corvette ZR-1   | 202 |
| 15              | INV GT | 93 | Morrison Motorsports            | Andy Pilgrim Ronny Meixner Boris Said III Ron Nelson Don Knowles            | Chevrolet Corvette ZR-1   | 200 |
| 16              | GTU    | 82 | Dick Greer Racing               | Al Bacon Dick Greer Peter Uria Mike Mees                                    | Mazda RX-7                | 200 |
| 17              | INV GT | 28 | Cigarette Racing                | Enzo Calderari Luigino Pagotto Ronny Meixner                                | Porsche 911 Carrera 2     | 199 |
| 18              | GTU    | 26 | Alex Job Racing                 | Butch Hamlet Bill Ferran Charles Slater                                     | Porsche 911               | 199 |
| 19              | INV GT | 01 | Rohr Engineering                | Jochen Rohr John O’Steen Rich Moskalik Dave White                           | Porsche 911 Carrera 2 Cup | 197 |
| 20              | INV GT | 0  | Ed Arnold Racing                | Chris Hodgetts Dieter Quester David Donohue                                 | BMW M5                    | 195 |
| 21              | INV GT | 21 | Champion Porsche                | Justin Bell Mike Peters Oliver Kuttner                                      | Porsche 911 Carrera 2     | 194 |
| 22              | GTS    | 35 | Bill McDill                     | Richard McDill Tom Juckette Bill McDill                                     | Chevrolet Camaro          | 194 |
| 23              | GTS    | 90 | Les Delano                      | Andy Petery John Macaluso Tommy Schweitz                                    | Pontiac Firebird          | 192 |
| 24              | GTS    | 22 | John Josey                      | Luis Sereix Gene Whipp Daniel Urrutia                                       | Chevrolet Camaro          | 190 |
| 25              | GTS    | 21 | Bruce Trenery                   | Bruce Trenery Andrew Osman Kent Painter                                     | Chevrolet Camaro          | 186 |
| 26              | GTU    | 57 | Kryderacing                     | Reed Kryder Guy Kuster                                                      | Nissan 240SX              | 186 |
| 27              | GTS    | 2  | Eddie Sharp                     | Dick Downs Eddie Sharp Eddie Sharp junior                                   | Oldsmobile Cutlass        | 183 |
| 28              | Lights | 42 | ZZ Pro-Technik Racing           | Mike Sheehan Philippe Favre Gustl Spreng Sam Shalala Anthony Lazzaro        | Fabcar CL                 | 180 |
| 29              | INV GT | 45 | Antica AB                       | Vito Scavone Rich Hayward Terry Martel                                      | Porsche 944 Turbo         | 179 |
| 30              | GTU    | 58 | ZZ Pro-Technik Racing           | Ernie Lader Haas Fogle Curt Catallo Frank Beard                             | Porsche 911               | 177 |
| 31              | GTS    | 87 | John Annis                      | John Annis Louis Beall Kenper Miller                                        | Chevrolet Camaro          | 173 |
| 32              | GTU    | 91 | Team Casual Motorsport          | Lorin Hicks Mel Butt Ron Zitza Tommy Johnson                                | Porsche 911               | 169 |
| 33              | GTU    | 24 | Dibos Racing                    | Bill Auberlen Eduardo Dibos                                                 | Mazda MX-6                | 166 |
| 34              | Lights | 40 | Bieri Racing                    | John James Neil Jamieson Jeff Lapcevich                                     | Alba AR2/6                | 165 |
| 35              | GT     | 67 | Paul Mazzacane                  | Paul Mazzacane Chester Edwards Peter Argetsinger                            | Chevrolet Camaro          | 112 |
| 36              | Lights | 12 | Steven Sirgany                  | James Lee Steven Sirgany Cliff Rassweiler                                   | Phoenix                   | 98  |
| Ausgefallen     |        |    |                                 |                                                                             |                           |     |
| 37              | GTS    | 76 | Cunningham Racing               | Tommy Riggins John Morton                                                   | Nissan 300ZX              | 182 |
| 38              | GTP    | 7  | Joest Porsche Racing            | Chip Robinson Manuel Reuter Louis Krages                                    | Porsche 962C              | 180 |
| 39              | GTU    | 95 | Leitzinger Racing               | Don Knowles Bob Leitzinger                                                  | Nissan 240SX              | 174 |
| 40              | GTP    | 5  | Auto Toy Store                  | Wayne Taylor Jeff Andretti Morris Shirazi                                   | Spice SE90P               | 165 |
| 41              | GTS    | 50 | Overbagh Racing                 | Oma Kimbrough Mark Montgomery Robert McElheny Bob Hundredmark Hoyt Overbagh | Chevrolet Camaro          | 136 |
| 42              | GTS    | 32 | Carolina Racing                 | Gary Smith Mark Kennedy Robert Borders                                      | Pontiac Grand Prix        | 121 |
| 43              | INV GT | 16 | Scott Clarke                    | Ludwig Heimrath junior Ken McKinnon Tom Rathbun Bernadette Hubbard          | Porsche 944 Turbo         | 111 |
| 44              | GTU    | 70 | Kenneth Brady                   | Dom DeLuca Bill Weston                                                      | Mazda MX-6                | 93  |
| 45              | GTP    | 66 | Kevin Jeannette                 | Jay Cochran Chip Hanauer Bobby Carradine Dennis Aase                        | Gunnar 966                | 47  |
| 46              | GTP    | 66 | Scott Clarke                    | Lance Stewart Ed Hubbard Rob Wilson                                         | Porsche 944 Turbo         | 42  |
| 47              | INV GT | 41 | Bernt Motorsport                | Andreas Fuchs Philippe de Craene                                            | Porsche 911 Carrera 2     | 32  |
| Nicht gestartet |        |    |                                 |                                                                             |                           |     |
| 48              | GTP    | 7T | Joest Porsche Racing            | Louis Krages Manuel Reuter                                                  | Porsche 962C              | 1   |

1 Trainingswagen

### Nur in der Meldeliste
Hier finden sich Teams, Fahrer und Fahrzeuge, die ursprünglich für das Rennen gemeldet waren, aber aus den unterschiedlichsten Gründen daran nicht teilnahmen.
| Pos. | Klasse | Nr. | Team                     | Fahrer                                  | Chassis            |
| ---- | ------ | --- | ------------------------ | --------------------------------------- | ------------------ |
| 49   | GTS    | 07  | Tim Banks                | Tim Banks Paul Reckert                  | Chevrolet Camaro   |
| 50   | GTS    | 25  | Argentina Racing Kreider | Dale Kreider Eduardo Ramos              | Oldsmobile Cutlass |
| 51   | INV GT | 25  | Jarett Freeman           | Jarett Freeman                          | Porsche 944        |
| 52   | GTU    | 39  | Charles Wagner           | Charles Wagner Dave Russell Mike Graham | Mazda RX-7         |
| 53   | GTS    | 46  | Art Cross                | Art Cross Brad Shinder Ray Mummery      | Chevrolet Camaro   |
| 54   | INV GT | 54  | Ed Arnold                | Ed Arnold David Donohue Chris Hodgetts  | Dodge Stealth      |

### Klassensieger
| Klasse | Fahrer                | Fahrer             | Fahrer           | Fahrer    | Fahrzeug               | Platzierung im Gesamtklassement |
| ------ | --------------------- | ------------------ | ---------------- | --------- | ---------------------- | ------------------------------- |
| GTP    | Juan-Manuel Fangio II | Andy Wallace       |                  |           | Eagle MkIII            | Gesamtsieg                      |
| Lights | Parker Johnstone      | Dan Marvin         | Ruggero Melgrati |           | Spice SE91P            | Rang 5                          |
| GTS    | John Morton           | Johnny O’Connell   | Steve Millen     |           | Nissan 300ZX           | Rang 4                          |
| GTU    | Al Bacon              | Dick Greer         | Peter Uria       | Mike Mees | Mazda RX-7             | Rang 16                         |
| INV GT | Walter Röhrl          | Hans-Joachim Stuck | Hurley Haywood   |           | Porsche 911 Turbo S LM | Rang 7                          |

### Renndaten
- Gemeldet: 54
- Gestartet: 47
- Gewertet: 36
- Rennklassen: 5
- Zuschauer: unbekannt
- Wetter am Renntag: starker Regen
- Streckenlänge: 5,955 km
- Fahrzeit des Siegerteams: 12:02:12,855 Stunden
- Gesamtrunden des Siegerteams: 230
- Gesamtdistanz des Siegerteams: 1369,552 km
- Siegerschnitt: 113,779 km/h
- Pole Position: Juan-Manuel Fangio II – Eagle MkIII (#99) – 1:46,135 – 201,973 km/h
- Schnellste Rennrunde: P. J. Jones – Eagle MkIII (#83) – 1:50,801 – 193,467 km/h
- Rennserie: 4. Lauf zur IMSA-GTP-Serie 1993